# Roles de género en la comunidad no heterosexual
Los roles de género en la comunidad no heterosexual son un tema que suscita mucho debate; algunas personas creen que los roles de género tradicionales y heterosexuales a menudo se aplican erróneamente en las relaciones no heterosexuales, por extensión de la cultura heteronormativa y las actitudes hacia estas relaciones no conformativas.

## Historia

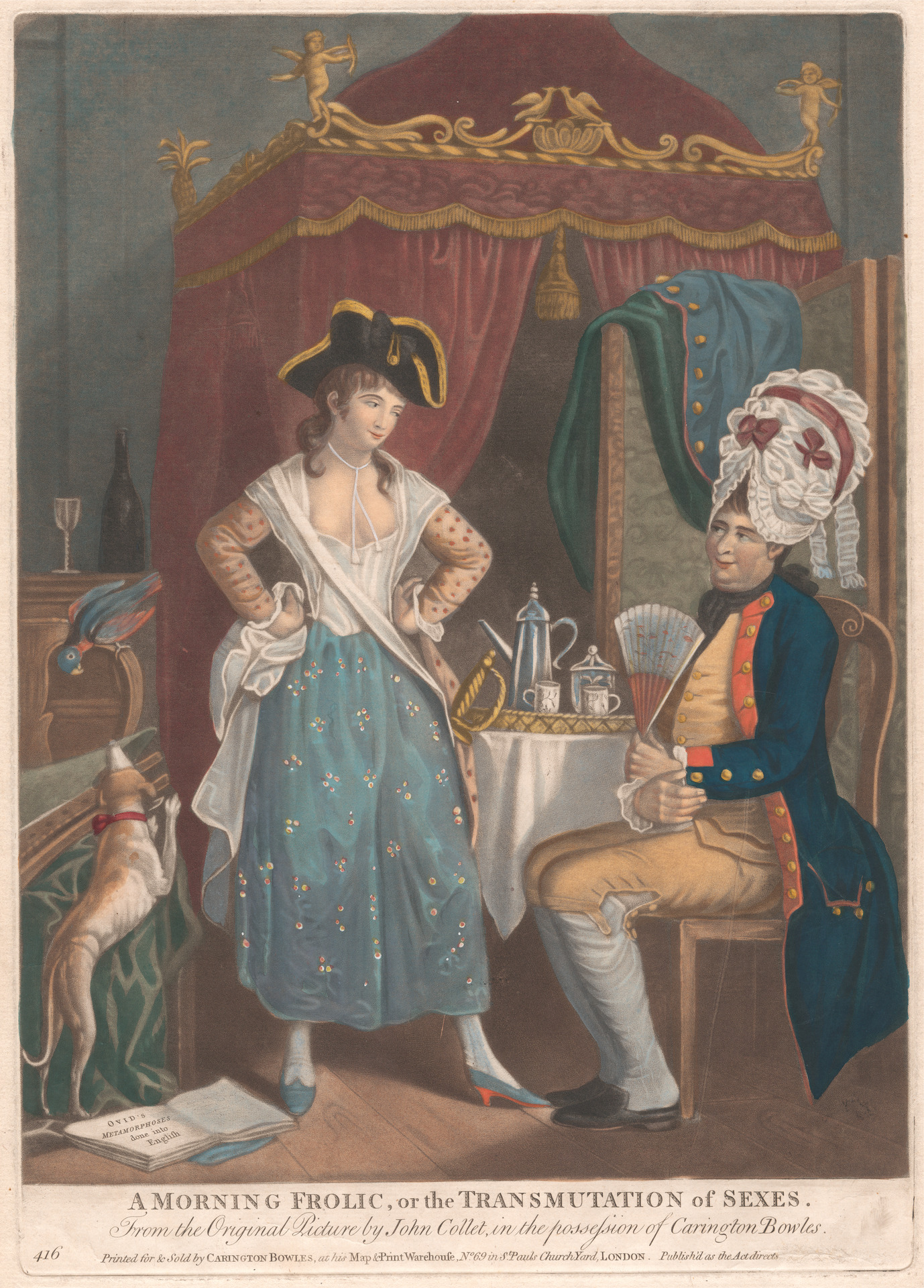
Sátira sobre travestismo, alrededor de 1780 Gran Bretaña

Los roles de género en las comunidades no heterosexuales han sido objeto de debate en la sociedad occidental. Peter M. Nardi del Pitzer College dice:
"La conexión entre la orientación sexual y los roles de género ha sido confundida por mucha gente. Con demasiada frecuencia, las suposiciones sobre la homosexualidad o la heterosexualidad han llevado a suposiciones sobre la masculinidad o la feminidad ... La comprensión de las diferencias entre la identidad sexual y los roles de género mejora cuando se enfoca en los temas de amistad y sexo entre hombres homosexuales. Para muchas personas, ser gay ha sido interpretado en términos de no ser masculino o, más específicamente, ser visto como femenino." 

Según el activista de derechos humanos Peter Tatchell:
"Los queers subvierten el sistema de género. Los hombres gay aman a los hombres y no son típicamente machos y agresivos. Las lesbianas aman a las mujeres y no son lo suficientemente pasivas ni dependen de los hombres. Por eso que somos perseguidos. Nuestra inconformidad amenaza al sistema que sostiene la hegemonía social de la heterosexualidad masculina y la misoginia. "
Esto ha sido descrito como "política jode-género".
Havelock Ellis y Sigmund Freud pensaban que la homosexualidad era el resultado de roles de género invertidos. La mayoría de los científicos modernos aceptan que no hay pruebas sólidas de que una orientación homosexual o bisexual deba estar asociada con roles de género atípicos. Muchos factores se han relacionado con la homosexualidad, incluidos factores genéticos, factores anatómicos, orden de nacimiento y hormonas en el entorno prenatal.
Términos tales como machorra, se usan dentro de las subculturas de lesbianas, gays, bisexuales, transgénero (LGBT) y travestis para atribuir o reconocer una identidad masculina con sus rasgos, comportamientos, estilos y autopercepción asociados.

## Comunidades gay y bisexuales
Aunque muchas personas bisexuales y pansexuales pueden considerarse "ciegas al género", los escritores sobre temas bisexuales con frecuencia no están de acuerdo con la idea de que los bisexuales toman una decisión consciente de ignorar los roles de género socialmente construidos.

### Mujeres
La aplicación del "hombre" tradicional y la "mujer" tradicional en las relaciones lésbicas es común, como en las relaciones homosexuales masculinas. Con mayor frecuencia, en las relaciones lésbicas llegará el momento en que alguien haga la pregunta: "Entonces, ¿cuál es el hombre?", incluso si no hay hombres involucrados en la relación. Se cree que esto proviene de configuraciones heteronormativas y patriarcales de relaciones heterosexuales tradicionales. 
En una relación lésbica no hay hombres, ambas chicas son mujeres, solo que una adquiere el papel de activa y la otra de pasiva a menos de que sean versátiles, si hubiesen hombres sería una relación heterosexual.

### Hombres
El Dr. Joseph Pleck dice que la jerarquía de masculinidades entre los hombres existe en gran medida en una dicotomía de hombres homosexuales y heterosexuales, y dice: "nuestra sociedad usa la dicotomía masculina heterosexual-homosexual como un símbolo central para todos los rankings de masculinidad, para la división por cualquier motivo entre los hombres que son 'de verdad' y tienen poder, y los hombres que no lo son ". Michael Kimmel promueve esta idea; él dice que el tropo "eres tan gay" indica que uno está desprovisto de masculinidad, más que sentirse sexualmente atraído por miembros del mismo sexo. Pleck dice que para evitar la continuación de la opresión masculina sobre las mujeres y sobre ellos mismos y otros hombres, las estructuras patriarcales, las instituciones y el discurso deben ser eliminados de la sociedad norteamericana.
Los hombres homosexuales son considerados por algunos como "desviados de la norma masculina", y son benévolamente estereotipados como "gentiles y refinados" (incluso entre otros hombres homosexuales), y pertenecen a un modo específico de masculinidad por sí mismos, según activistas de derechos humanos tales como Peter Tatchell, haciendo cada uno de ellos sus contribuciones a la sociedad.
En un documental llamado The Butch Factor, a varios hombres homosexuales, uno de ellos transgénero, se les preguntó acerca de sus puntos de vista sobre la masculinidad. El consenso fue que mostrar rasgos masculinos era una ventaja, tanto dentro como fuera del armario. Para los homosexuales "marimachos", esto les permitía ocultar su orientación sexual por más tiempo cuando realizaban actividades masculinas, como practicar deportes, ya que el afeminamiento a menudo se asocia incorrectamente con la homosexualidad, tanto que dudaban de su propia orientación sexual; porque no se veían a sí mismos como afeminados, no sentían que fueran homosexuales. Debido a esto, no sentían tanta conexión con la cultura gay. Los hombres con una apariencia más femenina, salían antes del armario; eran los primeros en ser etiquetados como gays. Era más probable que sufrieran acoso a lo largo de sus vidas. muchos hombres homosexuales han sido burlados usando palabras despectivas que implican cualidades femeninas, por ejemplo, mariquita. Los hombres homosexuales o amanerados a veces usan lo que John R. Ballew describe como "humor amanerado/mariquita", como referirse el uno al otro usando pronombres femeninos como "una manera divertida de desactivar el odio dirigido hacia [los hombres homosexuales]". Ballew también ha dicho que esto "puede hacer que [los hombres homosexuales] estemos confusos en relación a cómo nos sentimos acerca de ser hombres".
Algunos hombres gay femeninos en el documental se sentían incómodos sobre su feminidad, incluso si estaban cómodos con su sexualidad. Los hombres gay afeminados a menudo son despreciados por los hombres estereotípicamente masculinos dentro de la comunidad gay.
Un estudio realizado por investigadores del Centro para el Estudio Teórico en la Universidad Charles en Praga y la Academia de las Ciencias de la República Checa mostró que hay diferencias significativas en la forma de las caras de heterosexuales y hombres gay; los hombres gay tienen rasgos masculinos, lo cual contradice el estereotipo de que los gay tienen aspecto más femeninos.
Tras un período sin reconocimiento por los medios, los hombres gays se han presentado en los medios de una modo estereotípicamente femenino, abierto a la irrisión (igual que las lesbianas y los travestidos. Películas como Brokeback Mountain desafían este estereotipo, aunque hay desacuerdo sobre la definición de la sexualidad del protagonista. Una representación más nueva de hombres gays en la comunidad LGBT es como la de los osos -subcultura de los gays que aprecian la masculinidad más ruda y las características sexuales secundarias del varón: vello facial y corporal, tamaño proporcional, calvicie. Smyth (2004) identificó cuatro estereotipos clásicos de hombres gays como afeminados, mentalmente enfermos, predadores o maníacos impulsados por la libido; estos estereotipos llegaron al discurso popular durante diversos períodos. Esto es significativo, ya que si un individuo no interactúa con personas LGBT habitualmente, puede confiar en los medios de comunicación para informarse sobre lo referido al mundo LGBT y sus problemas y perpetuar así estos estereotipos.

### Roles de género femenino
Múltiples estudios han correlacionado inconformidad del género en la niñez con eventuales comportamientos homosexuales o bisexuales en los varones, y jóvenes gays y bisexuales que adoptaban roles de género más femeninos a una edad más temprana presentan un riesgo más alto de suicidio, abuso sexual, abuso de drogas o detenciones por conducta sexual inapropiada que otros gays y bisexuales. Muchas culturas, tales como la kathoey en Tailandia, tienen sus propias clasificaciones de orientación e identidad sexual o de género difíciles de categorizar con las etiquetas occidentales para gay y transgénero.

En los Estados Unidos, los chicos son a menudo homosociales y su rol de género determina su rango social. Aunque que los jóvenes homosexuales reciben la misma inculturación, se muestran menos convencionales. Martin Levine dice:
Harry (1982, 51-52), por ejemplo, encontró que el 42 por ciento de los encuestados gays fueron afeminados durante su niñez. Solamente el 11 por ciento de la muestra de heterosexuales eran disidentes respecto al rol de género. Bell, Weinberg, y Hammersmith (1981, 188) publicaron que la mitad de los sujetos homosexuales hombres mostraban comportamiento de género inadecuado en su niñez. Entre los hombres heterosexuales, el índice del discrepancia era 25 por ciento. Saghir y Robins (1973, 18) descubrieron que una mitad de los hombres encuestados gays se conformaba con los dictados de su rol de género. Solamente el 3 por ciento de los hombres heterosexuales se desviaban de la norma.
Así, se acosa a los muchachos afeminados o mariquitas, física y verbalmente, haciéndoles sentir sin valor y des-feminizarse por sí mismos.

Antes de los alborotos de Stonewall, se observaron cambios en el desarrollo de estereotipos en el rol de género entre ciertos segmentos de la población masculina gay. Según Stearn:
Tienen una cara diferente para diferentes ocasiones. En conversaciones con otros, experimentan a menudo un cambio sutil. He visto cómo hombres que parecían ser normales repentinamente sonreían con picardía y afectación, y suavizaban sus voces, como si saludaran a amigos homosexuales… Muchas veces he visto estos cambios ocurrir después de que hubiera ganado la confianza de un homosexual y él podía arriesgarse sin miedo a mi desaprobación. Una vez que observé a un compañero de mesa representar una caricatura afeminada de sí mismo, él se disculpó, [diciendo] "es duro recordar siempre que uno es un hombre".
La cultura del armario pre-Stonewall aceptaba la homosexualidad como comportamiento afeminado, y acentuaba así el comportamiento amanerado, drag o loca, incluyendo el interés en la moda y la decoración. Los hombres gays masculinos fueron marginados y formaban a sus propias comunidades, tales como la subcultura del cuero y los osos, y vestían uniformes de marinero que se asociaban generalmente con la clase obrera. Tras Stonewall, la cultura "clon" llegó a ser la dominante y el afeminamiento ahora está marginado. Esto es evidente en preferencia mostrada en los anuncios personales para hombres masculinos. Sheila Jeffreys llamó a esto la fase macho de los años 70, describiéndola como inspirada por el éxito del movimiento de liberación gay, y lo veía ejemplificado en el grupo de música dance Village People.
La evitación del afeminamiento en los hombres, incluyendo los gay, se ha vinculado a la preocupación por la salud personal y pública. Con respecto al HIV/SIDA, el comportamiento masculino se veía estereotipado como despreocupado por las prácticas de sexo seguro, e involucrado en comportamiento sexual promiscuo. Los informes iniciales de la ciudad de Nueva York indicaban que se habían hecho más análisis de SIDA a mujeres por decisión propia que a hombres.
David Halperin compara nociones de diversidad de género "universales" y "minoritarias". Según él, la “suavidad” puede representar tanto el espectro de errores de género que alteran la masculinidad normativa, una amenaza omnipresente para la masculinidad de todo hombre, o puede representar la particularidad desfigurante de una pequeña fracción de individuos irregulares. El término "afeminadofobia" se acuñó para describir el fuerte anti-afeminamiento. En 1995, J. Michael Bailey acuñó el término similar, femifobia, para describir la ambivalencia que los hombres y la cultura gays muestran hacia el comportamiento afeminado. El autor gay Tim Bergling también acuñó el término mariquitafobia en su obra "Mariquitafobia: Hombres gays y comportamiento afeminado".

### Activo,pasivoy versátil
En el argot gay, se suele llamar ser activo a practicar el sexo anal en modo insertivo (al que penetra con su pene); y ser pasivo a tener sexo anal en modo receptivo (siendo penetrado). Cuando los términos se utilizan para autoidentificarse, un activo puede ser un hombre que tiene preferencia clara por esa modalidad, y un pasivo puede ser un hombre que tiene preferencia clara por recibir la penetración; se llama versátil a un hombre que goza de ambos estilos sin ninguna preferencia clara. Existen estudios que sugieren que la mayoría de los hombres gays son versatiles en este sentido. Un estudio desveló que un activo también es  más probable que actúe del mismo modo en otras formas de sexo penetrativo, tales como felación y uso de juguetes.
Dado que en el sexo penetrativo heterosexual un hombre realiza normalmente una función insertiva y una mujer realiza normalmente una función receptiva, la opinión popular asocia lo activo con la masculinidad y la parte pasiva con la feminidad. Los papeles del género a menudo pintan las dinámicas de poder con tintes jerárquicos. Aunque esto no sea un requisito, algunos esperan que un activo sea dominante en una relación, o por lo menos durante el sexo, mientras que un pasivo se suele esperar que sea sumiso. La expresión power bottom ("pasivo poderoso") se refiere a un pasivo que tiende a ser dominante durante el sexo.

## Parentalidad, matrimonio y familia
(véase también Heteronormatividad)
Hay una discusión considerable sobre si los estereotipos de género en la niñez son innatos o se ven influenciados por los factores ambientales. La presencia de relaciones homosexuales o heterosexuales en las familias influyen en los patrones de juego de los niños: hijos de parejas del mismo-sexo se educan diferentemente, dando por resultado roles de género diferentes que los de padres de sexo opuesto, según el género binario. Un estudio de Goldberg, Kashy y Smith demuestra que los hijos de madres lesbianas actúan de manera menos masculina que los hijos de parejas de hombres homosexuales o de parejas heterosexuales.
Las familias no tradicionales, en las que, por ejemplo, las madres trabajan, son una mayoría actualmente en los Estados Unidos con el advenimiento de la inseminación artificial, la maternidad subrogada y la adopción, las familias ya no tienen que estar formadas por la unión biológica de un varón y de una hembra.
Las consecuencias de estos cambios para los adultos y los hijos implicados son muy debatidas. En una caso sobre beneficios conyugales, en Massachusetts, en 2009, el psicólogo de desarrollo Michael Lamb atestiguó que la orientación sexual parental no afecta negativamente al desarrollo infantil. La columnista Maggie Gallagher dice que las estructuras sociales heteronormativas son beneficiosas para la sociedad porque son las óptimas para criar a los hijos. Los psicólogos Costa y Davies (2012) hallaron que hacer cumplir los roles conservadores de género como estructura social se correlaciona con sensaciones e ideas negativas hacia la comunidad de LGBT. Como dice la especialista en ética australiano-canadiense Margaret Somerville: "dar a las parejas del mismo sexo el derecho a fundar una familia desliga la paternidad de la biología".
También ha habido mucha investigación sobre la disconformidad con el género y la orientación sexual en la niñez. Los hombres gays cuentan a menudo que fueron jóvenes femeninos y las mujeres lesbianas que fueron chicas masculinas. En hombres, la disconformidad con el género en la niñez (CGN, acrónimo en inglés de Chilhood Gender Non-conformity)  es un predictor fuerte de la orientación sexual en la edad adulta, pero esta relación no está tan confirmada en mujeres. Mujeres con hiperplasia suprarrenal congénita presentaban más a menudo comportamientos más varoniles y mostraban menos interés heterosexual.

### División de las tareas
Maura Kelly y Elizabeth Hauck investigaron sobre la división de tareas en las relaciones del mismo sexo, entrevistando una muestra de parejas del mismo sexo (2015). El estudio de Kelly y Hauck desveló que el trabajo doméstico en parejas del mismo sexo está dividido en base a la disponibilidad de tiempo y preferencias personales.Estos factores son más influyentes en el reparto de tareas que la creencia de que tendrían que estar divididas equitativamente entre ambos miembros de la pareja del mismo sexo.
Kelly y Hauck encontraron también que el reparto de tareas dentro de una relación del mismo sexo no puede ser vista como precedente para determinar qué roles de género son los normales. Una mujer en una relación homosexual puede ejecutar quehaceres considerados femeninos, como cocinar, limpieza y crianza de los niños. Aun así, la otra mujer puede encargarse de las tareas que están consideradas masculinas, como el trabajo fuera de la casa. El comportamiento de estas parejas no marcan roles de género porque todas las funciones están realizadas por mujeres. No hay una distinción inherente entre masculino y femenino porque las mujeres están ocupando ambos papeles. Esta carencia de discriminación en función del género sería cierta también en relaciones entre dos hombres.

## Feminismo
Un gran mito sobre las lesbianas es que son todas feministas. Aunque esto no es cierto, hay una rama específica del feminismo llamada feminismo lesbiano, un movimiento cultural en el mundo occidental, más influyente en los años 1970-1980, que aboga por el lesbianismo como el resultado lógico del feminismo.
Vanessa Thorpe dice en The Observer, "… los miembros dominantes del movimiento por el voto de las mujeres llevaban una forma de vida lesbiana promiscua. El movimiento sufragista generalmente se considera un movimiento feminista.
El feminismo lésbico sitúa típicamente el lesbianismo como una forma de resistencia a las instituciones patriarcales. La orientación sexual se postula aquí como una opción, o al menos como respuesta consciente a una situación. También se ve como crítica a la supremacía masculina, al chauvinismo y la masculinidad en general. El separatismo de las lesbianas es una forma de feminismo separatista específico para las lesbianas. En el feminismo separatista, el lesbianismo se postula como estrategia feminista dominante que permita a las mujeres invertir sus energías en otras mujeres, creando nuevos espacios y diálogos sobre las relaciones de las mujeres, y limita sus tratos con los hombres.
El feminismo de segunda ola prestó atención creciente a los aspectos de la sexualidad, particularmente la relación entre los hombres homosexuales y la masculinidad hegemónica. Esta deriva condujo a más cooperación entre la liberación de los hombres y los movimientos de liberación gay. En parte, esta cooperación se presentó porque la  masculinidad era entendida como una construcción social, y como respuesta a la universalización de los hombres vista en los movimientos anteriores hombres . En 2010, Elizabeth Wilson escribió que el frente de liberación gay y el feminismo trabajaban uno junto al otro para disparar una manera del pensamiento sobre las relaciones humanas en la sociedad que ha conducido al cambio significativo; Peter Tatchell escribió sobre la visión idealista del GLF (frente de liberación gay, en inglés) f[que] implicaba crear una nueva democracia sexual, sin  81 homofobia, misoginia, racismo ni privilegio de clase.